# II Liceum Ogólnokształcące im. Mikołaja Kopernika w Cieszynie
II Liceum Ogólnokształcące im. Mikołaja Kopernika – szkoła mieszcząca się przy Placu Wolności 7B w Cieszynie, w budynku dawnej Miejskiej Szkoły Ludowej. Budynek szkoły wpisany jest do rejestry zabytków decyzją z 15 października 1987 (nr rej. A/1458/24).

## Historia

### Historia (budynku) szkoły do 1929 roku
Zarząd miasta w dniu 28 czerwca 1874 roku, w związku ze zwiększająca się liczbą mieszkańców, podjął decyzję o budowie nowej szkoły. W grudniu 1875 roku Rada Miejska konkurs na projekt architektoniczny na miejską szkołę ludową dla chłopców i dziewcząt (Städtische Volksschule). Konkurs cieszył się dużą popularnością – wpłynęło 56 zgłoszeń. W marcu 1876 ogłoszono wyniki konkursu – zwyciężył projekt z pracowni architektonicznej Ferdynanda Fellnera i Hödla, z Wiednia. Wzniesienia gmachu podjął się miejski budowniczy Alojzy Jedeck, który rozpoczął prace budowlane w kwietniu 1877 roku i zakończył ją we wrześniu 1879. Placówkę wzniesiono w obrębie parceli na rogu Placu Następcy Tronu Rudolfa i ul. Cesarzowej Elżbiety (obecnie jest to Plac Wolności i ul. Pawła Stalmacha).
Uroczyste otwarcie szkoły odbyło się 13 września 1879 roku i było celebrowane przez ministra wyznań i oświaty monarchii Austro-Węgierskiej – Karola von Stremayera. Na pamiątkę tego wydarzenia odsłonięto tablicę pamiątkowa (widoczną w holu Liceum) z białego marmuru z napisem w języku niemieckim, o treści: „Budowa tej Szkoły Ludowej została w dniu 12 kwietnia 1877 roku rozpoczęta za panowania jego Cesarskiej Mości Franciszka Józefa I przez Gminę miejską Cieszyn, według nagrodzonego w konkursie projektu wiedeńskich architektów Fellnera i Hödla i 30 listopada 1879 roku zakończona. Rozpoczęcie zajęć szkolnych w tym budynku Szkoły Ludowej nastąpiło 15 września 1879 roku. Niechaj Opatrzność boska ma tę szkołę w swojej opiece. Tę budowlę prowadził miejski budowniczy Alojzy Jedeck pod kierownictwem inżynierów miejskich Karola Khünla od 1 maja 1877 roku do 15 stycznia 1879 roku i architekta Carla Stadlera von Wolffersgrün od 16 stycznia 1879 roku do 31 lipca 1879 roku”.
W dniu 18 października 1880 roku, w szkole gościł cesarz Franciszek Józef I, który na pamiątkę tego wizyty zasadził przed szkołą dąb. Kolejne wizyty członków dynastii habsburskiej, nastąpiły dnia 25 października 1882 roku, gdy szkołę odwiedził książę cieszyński Albrecht i 27 września 1885 roku, gdy z wizytą przybył arcyksiążę Fryderyk.
Szkoła wpisała się na stałe w annały historii Ślaska Cieszyńskiego poprzez wydarzenia, które rozegrały na placu przed budynkiem szkolnym. Nocą 31 października 1918 roku, grupa polskich oficerów, dowodzona przez porucznika Klemensa Matusiaka aresztowała austriackiego komendanta cieszyńskiego garnizonu, pułkownika J. Gerndta. W tym czasie, w szkole znajdowało się biuro komendy garnizonu i to w nim właśnie Gerndt zrzekł się swych funkcji i przekazał dowodzenie Polakom. Na pamiątkę tych wydarzeń Plac Rudolfa nazwano Placem Wolności, a 31 października 1988 roku, przed szkołą został odsłonięty Pomnik Niepodległości.

### Historia szkoły od 1929 roku
Od roku szkolnego 1923/1924 w gimnazjum im. Antoniego Osuchowskiego wprowadzono profil matematyczno-przyrodniczy. W 1929 roku profil ten, zarządzeniem Ministra Wyznań Religijnych i Oświecenia Publicznego przekształcił się w odrębne Państwowe Gimnazjum Matematyczno-Przyrodnicze. W 1938 roku Gimnazjum Matematyczno-Przyrodnicze zostało przemianowane na Państwowe Gimnazjum i liceum Męskie im. Mikołaja Kopernika.Placówka ta została przeniesiona z gmachu na rogu ul. Kochanowskiego i Placu Londzina do nowo powstałego obiektu przy placu Wolności w roku szkolnym 1948/1949.
Reforma szkolnictwa z 1948 roku zmieniła strukturę kształcenia. W tym czasie zniesiono koedukacyjność wychowania. Liceum im. A. Osuchowskiego stało się wówczas szkołą męska, a Liceum im. Kopernika szkołą żeńską. Stan taki trwał do roku szkolnego 1957/58. W kolejnym roku, w szkole przywrócono przedwojennego patrona. Do lat sześćdziesiątych w szkole funkcjonowała szkoła podstawowa, a na jej miejscu powstała szkoła średnia – Liceum Ogólnokształcące dla Pracujących. W 1983 roku utworzono Zespół Szkól Ogólnokształcących im. M. Kopernika. W latach siedemdziesiątych w szkole powstały kolejne profile: humanistyczny, biologiczno-chemiczny i ogólny. W latach 90. wzrosło zainteresowanie informatyką, w związku z czym poszerzono ofertę programową zwiększając nacisk na informatykę i matematykę.

## Architektura
Budynek został wzniesiony na planie prostokąta o wymiarach 50 na 42 m z wewnętrznym dziedzińcem. Bryła budynku, tak jak i wnętrza szkoły; część reprezentacyjnych pomieszczeń, hole wejściowe i aula, otrzymały neorenesansowy wystrój. Równomierne rozmieszczenie kondygnacji i regularne osadzenie okien sprawiło, że budynek posiada harmonijną kompozycję. Okna zostały rozdzielone za pomocą pilastrów i belkowania. Na osi budynku została umieszczona brama wjazdowa. Bryła gmachu szkoły została dodatkowo podkreślona przez symetryczne rozmieszczenie bocznych ryzalitów.

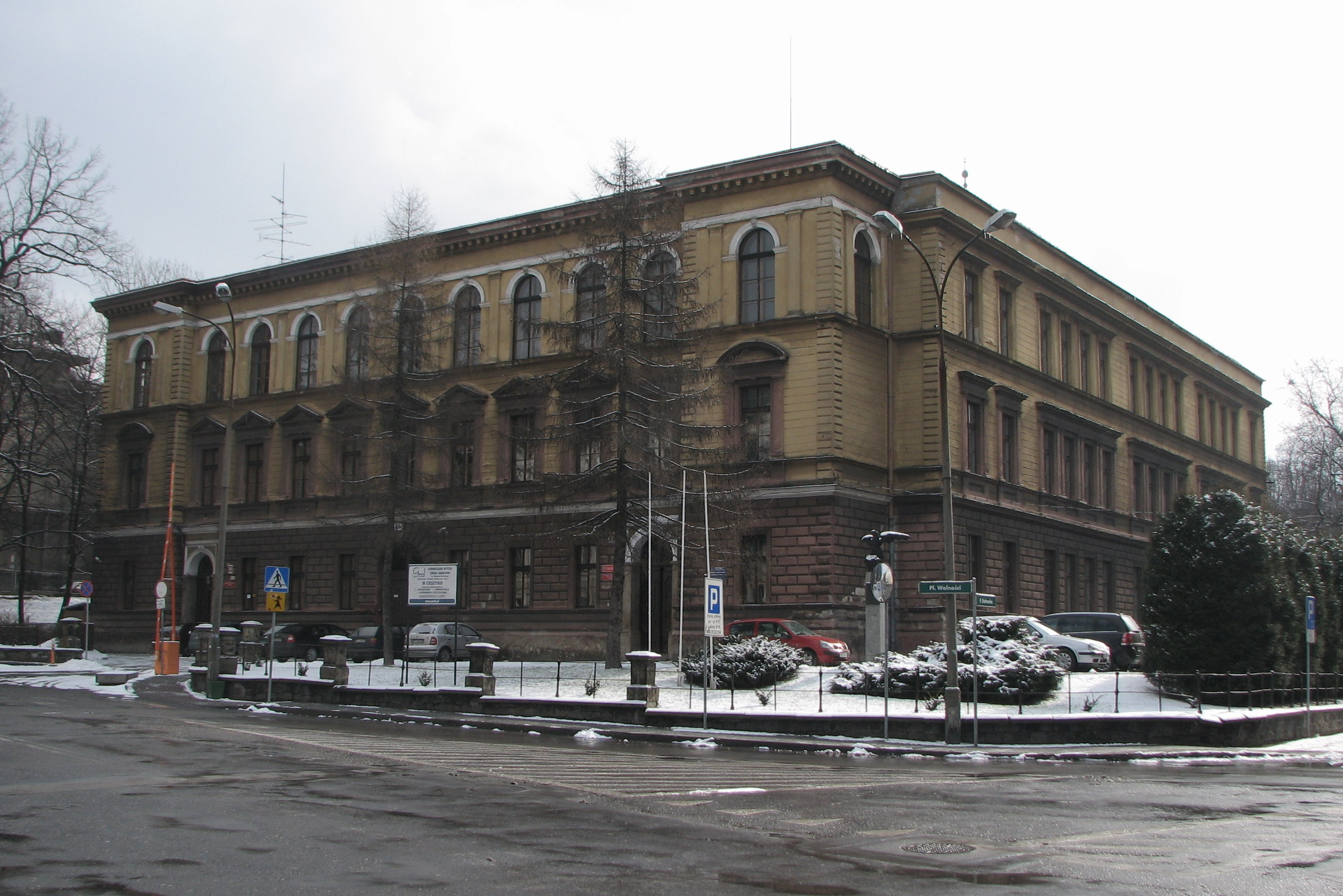
Bryła budynku – widok z ul. 3 Maja
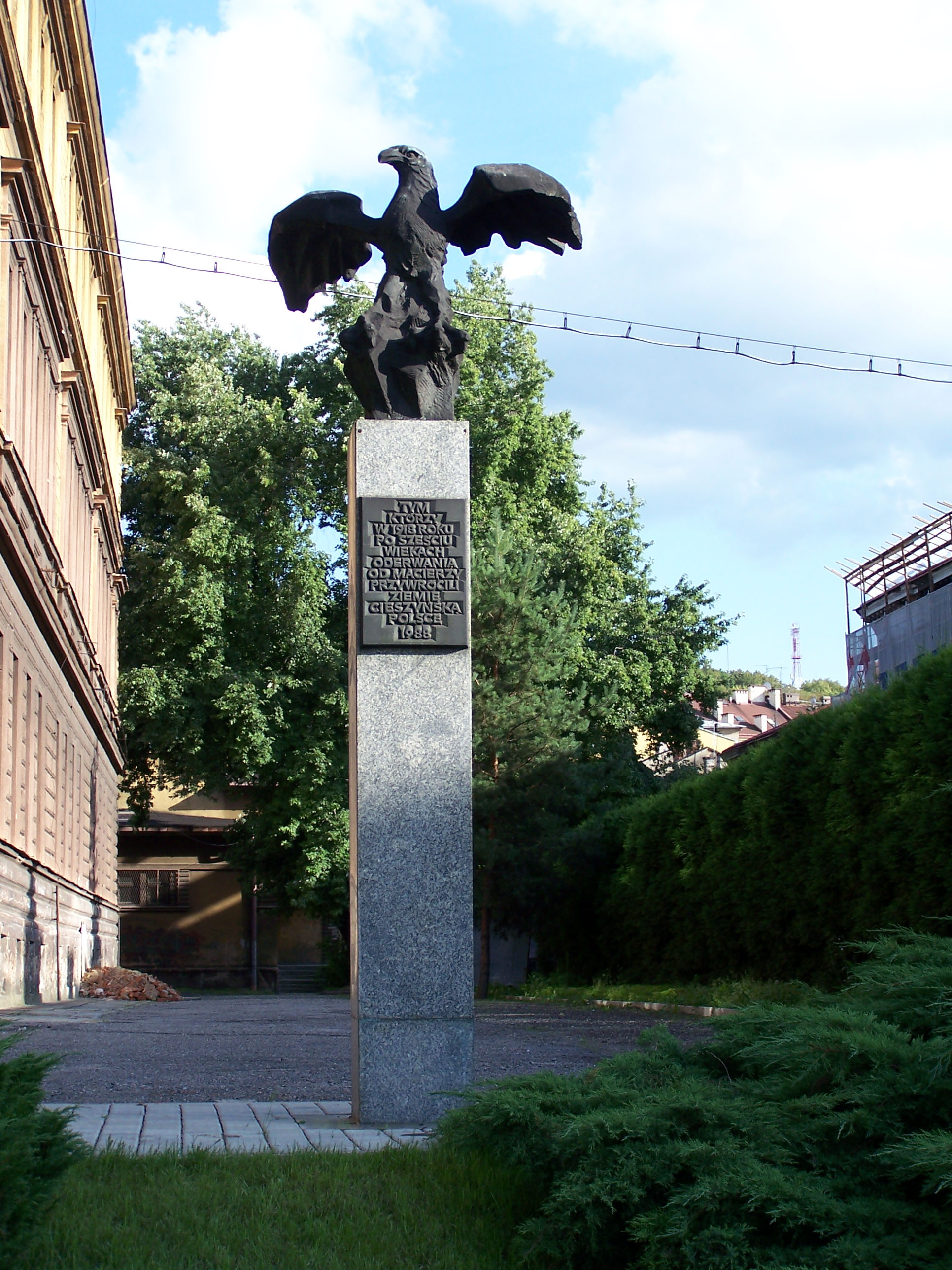
Pomnik Niepodległości
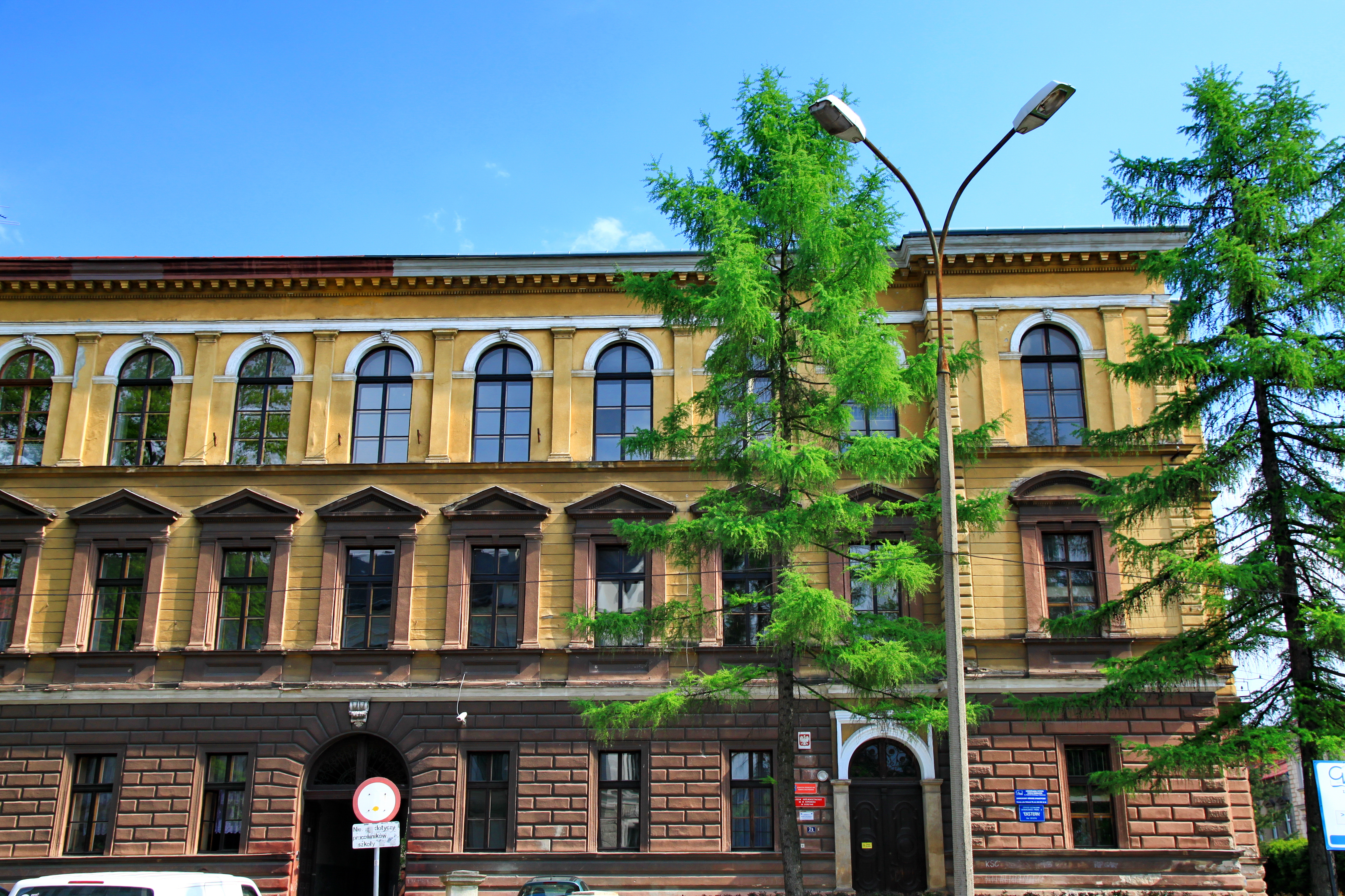
Fasada budynku

## Znani profesorowie
- 1929–1939: Julian Przyboś[4][5]
- 1973–1993: Stefania Bojda[5][6]
- 1979–1990: Idzi Panic[5]

## Znani absolwenci
W nawiasie podano rok ukończenia szkoły:
- Kornel Filipowicz (1932)[4] – prozaik, poeta, scenarzysta
- Jan Szczepański (1932)[4] – socjolog, rektor Uniwersytetu Łódzkiego, członek rzeczywisty i wiceprezes PAN, poseł na sejm PRL
- Alfred Łaszowski (1933)[4] – pisarz i publicysta
- Paweł Niemiec (1933)[4] – oficer, podczas II wojny światowej pilot myśliwski, dowódca dywizjonów w Polskich Siłach Powietrznych w Wielkiej Brytanii.
- Paweł Sikora (1933)[4][7] – profesor antropologii na Uniwersytecie Jagiellońskim.
- Wiktor Wawrzyczek (1934)[4] – chemik, profesor Wyższej Szkoły Rolniczej w Olsztynie
- Anna Więzik (z d. Wałach) (1951)[8] – poetka
- Jerzy Kronhold (1963)[9][10] – poeta, działacz kulturalny, konsul generalny RP w Ostrawie
- Zbigniew Machej (1977)[9] – poeta, tłumacz, działacz kulturalny, w latach 1987–1991 profesor macierzystego LO[5][6]
- Mariusz Grzegorzek (1980)[9] – reżyser teatralny i filmowy
- Marek Czyż (1987)[11] – dziennikarz
- Maciej Olbrycht (1998)[12] – reżyser filmowy, twórca teledysków
- Mateusz Ligocki (2001)[13] – snowboardzista
- Paulina Ligocka (2003)[14] – snowboardzistka
- Michał Ligocki (2004)[15] – snowboardzista